# Araeognatha placida
Araeognatha placida là một loài bướm đêm trong họ Noctuidae.